# Ciste (microbiologia)

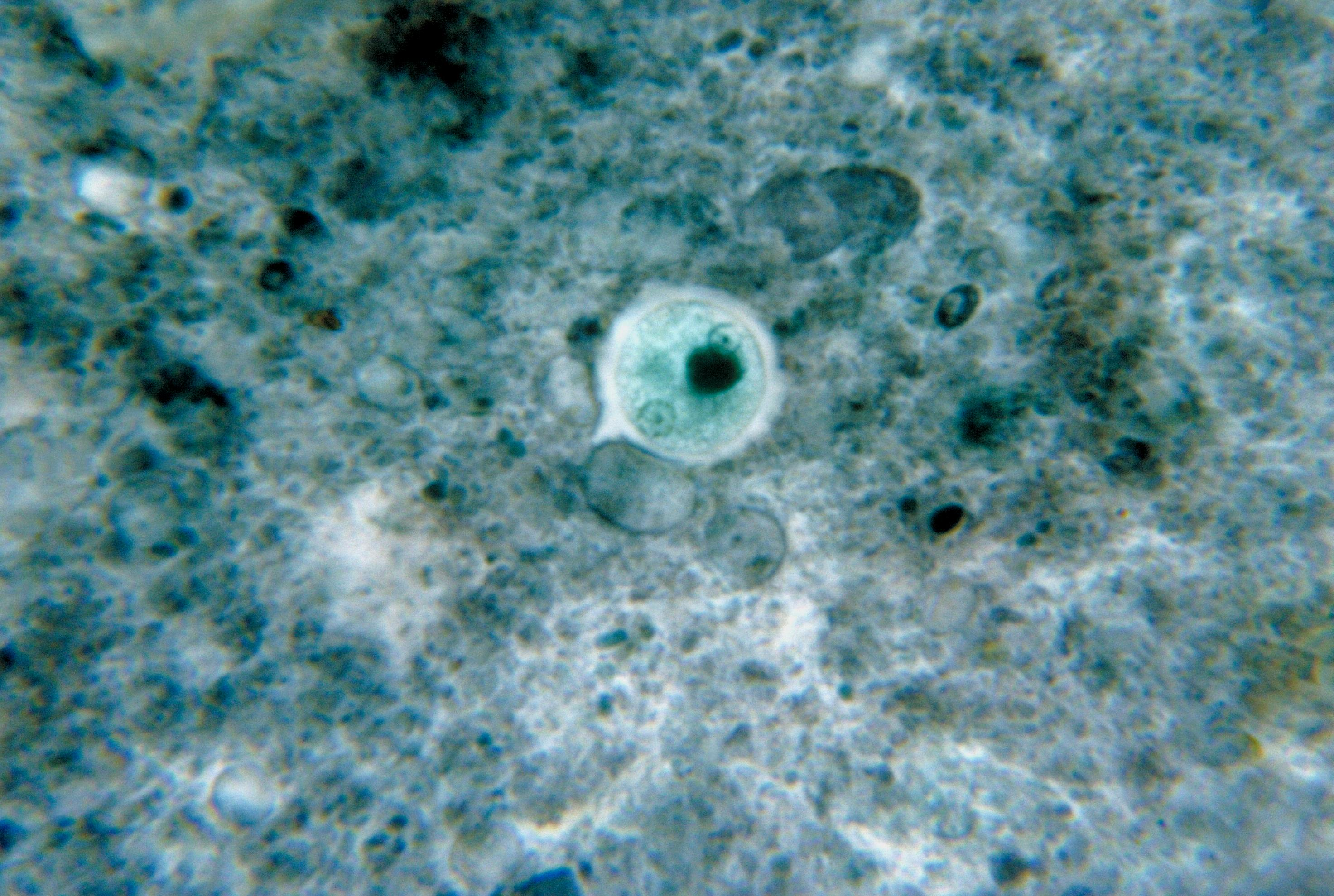
Cisti di Entamoeba histolytica

Una ciste (o cisti) è uno stadio di quiescenza di un microrganismo, di solito un batterio o un protista, che ne permette la sopravvivenza in condizioni ambientali sfavorevoli.

## Generalità
Si può intendere la ciste come uno stato di animazione sospesa, in cui il metabolismo della cellula è rallentato e attività come l'alimentazione e la locomozione sono interrotte. L'incistamento permette inoltre al microrganismo di potersi diffondere con più facilità, da un ospite a un altro o in un ambiente più favorevole. Quando la ciste raggiunge un ambiente favorevole alla crescita e alla sopravvivenza del microrganismo incistato, la parete della ciste si rompe con un processo noto come "excistazione". Possono innescare la formazione di una cisti tutte le condizioni ambientali sfavorevoli alla crescita del microrganismo, quali l'assenza di sostanze nutritive o di ossigeno, temperature estreme, la mancanza di acqua o la presenza di sostanze chimiche tossiche.

## Formazione di cisti nei batteri
Nei batteri (per esempio, Azotobacter sp.) l'incistamento avviene attraverso cambiamenti della parete cellulare, che si ispessisce, e del citoplasma, che si contrae. Le cisti batteriche differiscono dalle endospore, altre forme di resistenza, oltre che per le modalità di formazione anche il grado di resistenza alle condizioni ambientali avverse; le endospore sono molto più resistenti delle cisti.

## Formazione di cisti nei protozoi
I protisti, in particolare i protozoi parassiti, sono spesso esposti a condizioni ambientali avverse nei vari stadi del loro ciclo vitale. Per esempio, Entamoeba histolytica, un parassita intestinale, agente patogeno umano dell'amebiasi, nell'organismo dell'ospite deve superare l'ambiente acido dello stomaco prima di raggiungere l'intestino; nell'ambiente esterno deve sopravvivere in condizioni estreme quali la mancanza di acqua e di sostanze nutritive. La forma incistata si adatta bene a sopravvivere in condizioni ambientali estreme, sebbene le cisti protozoarie siano meno resistenti di quelle batteriche. 
Oltre alla sopravvivenza, la composizione chimica della parete cistica di alcuni protozoi può svolgere inoltre un ruolo importante nella loro diffusione. Il gruppo sialico presente nella parete cistica di Entamoeba histolytica, per esempio, conferisce una carica negativa alla ciste che ne impedisce l'adesione alla parete intestinale, col la conseguente eliminazione con le feci. In altri protozoi parassiti intestinali, come Giardia lamblia e Cryptosporidium, la fase cistica fa parte del loro ciclo vitale. In alcuni protozoi, l'organismo unicellulare si moltiplica, durante o dopo incistamento e rilascia più trofozoiti nell'approssimarsi dell'excistazione.

## Composizione della parete cistica
La composizione della parete cistica è variabile nei diversi organismi. Le pareti cistiche dei batteri si formano per ispessimento della normale parete cellulare con l'aggiunta di strati di  peptidoglicani, mentre le pareti cistiche dei protozoi sono fatte di chitina, un tipo di glicoproteina.